# La Cucaracha
Ла кукарача (шп. La Cucaracha, прев. бубашваба) је популарна народна песма мексичких устаника које су предводили Франсиско Доротео Аранго (познатији под псеудонимом Панчо Виља) и Емилијано Запата против диктатора Порфирија Дијаза. Песма нема устаљен текст, већ је служила као отворена форма за импровизацију сатиричним стиховима. 
Верује се да је ово била оригинална верзија:
-{
La cucaracha, la cucaracha
Ya no puede caminar
Porque no tiene, porque le falta
Marihuana pa' fumar}- 
-{
Ya murió la cucaracha;
Ya la llevan a enterrar
Entre cuatro zopilotes,
Y un ratón de sacristán.}- 
Верзија на српском:
Бубашваба, бубашваба
с ногу се срушила,
на живот гледа са стране,
јер нема јој марихуане,
коју је пушила.
Кад моја ташта о'лади,
спустићу се у гроб ње ради,
било ноћу или дању,
да јој завирим у лобању.
Бубашваба, бубашваба
с ногу се срушила,
на живот гледа са стране,
јер нема јој марихуане,
коју је пушила.
Ево, моје освете мушке,
сахранићу ташту потрбушке,
сахранићу је сред најдубљег гроба,
да мртва бекство не проба.
Бубашваба, бубашваба
с ногу се срушила,
на живот гледа са стране,
јер нема јој марихуане,
коју је пушила.
За сад је мртва само бубашваба,
а жива ташта проклета баба,
сахранише бубашвабу, падала је киша,
поред лешинара и црквеног миша.